# 2-氯丙酸
2-氯丙酸（英語： 或 ）是一种有机化合物，化学式为CH3CHClCOOH，标准状况下为无色液体，由于2号位碳原子为手性碳原子，故存在两个对映异构体，是最简单的手性氯代羧酸。

## 制备
外消旋的2-氯丙酸混合物，可由丙酰氯氯化，再由 2-氯丙酰氯水解而得，而纯净的(S)-2-氯丙酸可由L-丙氨酸通过盐酸重氮化取得。